# Estadi El Molinón
El Molinón, oficialment El Molinón-Enrique Castro Quini, és l'estadi de futbol on juga com a local el Real Sporting de Gijón. Està situat en la ciutat asturiana de Gijón-Xixón i és de titularitat municipal. A vegades, també s'hi donen concerts musicals.
Està al Parc Isabel la Catòlica, flanquejat pel riu Piles. El nom fa referència a un gran molí que s'hi alçava quan va ser construït.
No es coneixen amb exactitud les dates de la construcció i inauguració. La primera constància documental es troba en el diari local El Comercio el 20 de maig de 1908. La ressenya d'aquest partit no la presenta com alguna cosa excepcional, la qual cosa fa sospitar que l'escenari ja era conegut pels gijoneses i, per tant, l'estadi ja existia abans.
La FIFA el va designar com una de les seus de la Copa del Món de Futbol 1982, disputada a Espanya i s'hi van disputar diversos partits de la primera fase. A més, ha albergat onze trobades de la Selecció Espanyola de futbol.
Té el rècord absolut d'assistència a un partit de futbol a Astúries, amb 43.000 espectadors, en partits de la Copa del Món de Futbol.
Després de la recent reforma El Molinón té 29.538 seients.

## Història
Hi ha referències de partitsde futbol en El Molinón des de 1908, el que en fa el camp més antic del futbol professional espanyol.
El Sporting de Gijón va començar a utilitzar-lo com a camp oficial el 1915. El primer partit de competició nacional es va disputar el 22 d'abril de 1917, entre el Sporting i l'Arenas Club de Guecho, en el Campionat d'Espanya.
El 20 de novembre de 1924, el club n'adquireix la propietat, ja que fins llavors ho tenia en arrendament.
El 1920 es va jugar al camp la final de la Copa del Rei de Futbol entre l'Athletic Club i el FC Barcelona. El 1931 la tribuna coberta va ser destruit totalment en un incendi, i donada la precària situació econòmica del club i el cost de la reconstrucció, el Sporting retorna la titularitat a l'ajuntament el 1944.
Al desembre de 1968 es van instal·lar quatre torretes de llum artificial, indispensable per a jugar la nit. El primer partit amb il·luminació artificial va enfrontar l'Sporting al València CF Mestalla.

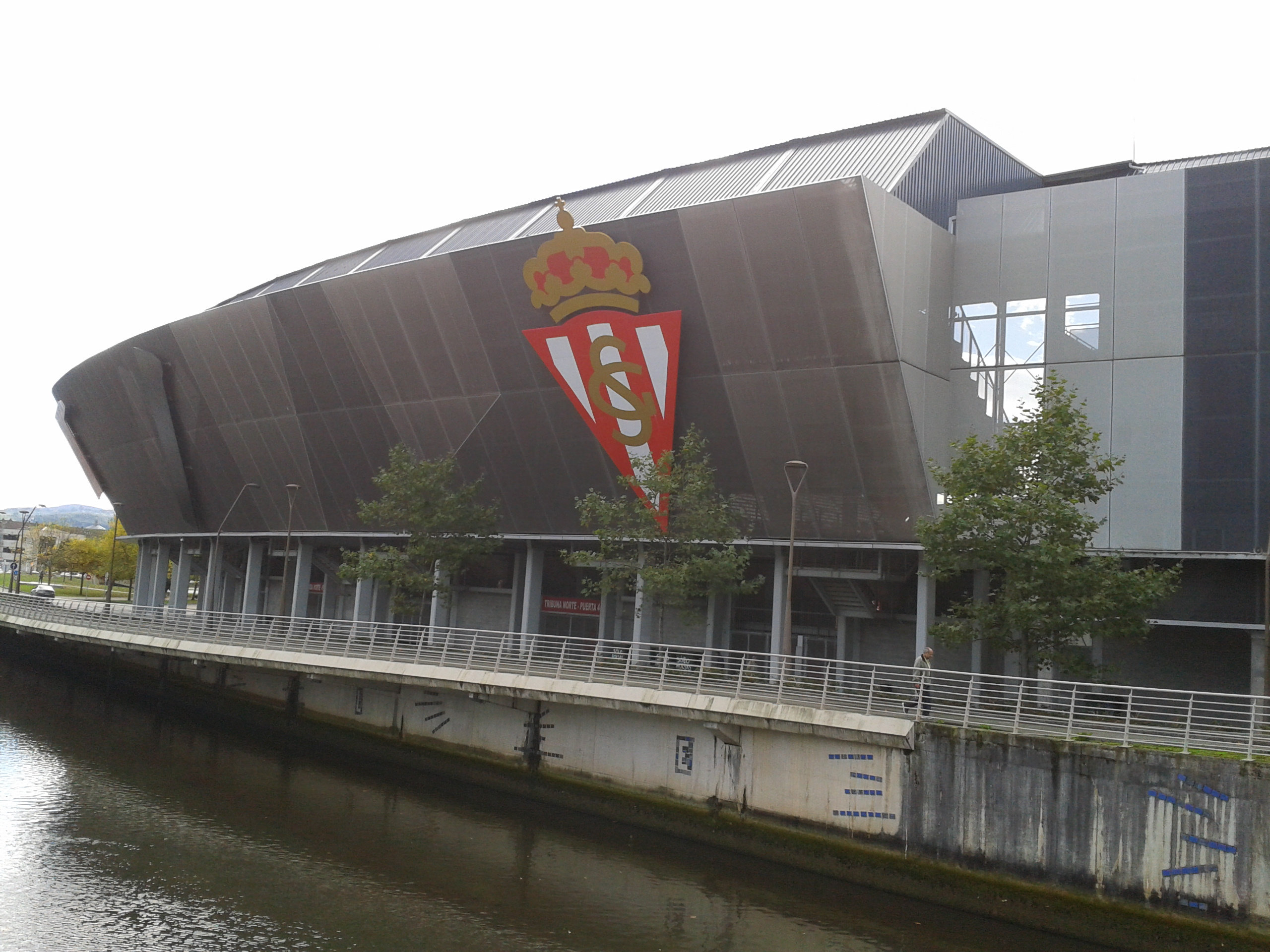
Grada oest del Molinón

El 30 de novembre de 1969 es van inaugurar les cobertes de les graderies general i així esdevé el primer camp de futbol d'Espanya totalment cobert. El 28 de gener de 1970 s'hi va transmetre per primera vegada un partit en directe per televisió, amb el partit Sporting - Osasuna. Era alhora el primer partit de segona divisió de la història a ser ofert en directe per televisió, i el primer partit televisat a Astúries. Va guanyar el Sporting per 3 a 0, amb gols de Marañón (2) i Herrero II.
Entre 1997 i 1998 es va adequar el camp a les normatives de seguretat de la UEFA i la FIFA per als estadis de futbol professional. Només hi van quedar localitats de seient i es van retirar les tanques de seguretat, la capacitat va minvar de 45.000 espectadors a 25.885. També es van dividir les graderies en sectors independents i es van instal·lar càmeres de seguretat.
El 2006 es va anunciar un projecte de remodelació integral de l'estadi que afecta entre altres coses a la imatge exterior de l'estadi, en la qual ha col·laborat l'artista Joaquín Vaquer Turcios. La remodelació es finançarà d'una part amb la privatització dels locals sota les tribunes, ja que una empresa els explotarà comercialment i en l'altra amb fons Municipals. El projecte va incloure el reforç de l'estructura de tot l'estadi, l'ampliació del fons nord i una zona de la Tribuna Oest, el canvi de totes la cobertes de l'estadi, substitució de tots els seients de l'estadi, nous vestuaris, la creació i millora de les zones mixtes per a premsa, ràdio i televisió, i una sala per a entrevistes. Amb totes aquestes millores, fou homologat com estadi tres estels per la UEFA, amb capacitat fins als 29.800 espectadors.
El 2018 va ser rebatejat amb el nom d'Enrique Castro Quni després de la mort de l'exfutbolista del Sporting de Gijón i del FC Barcelona.

## Concerts
L'estadi ha albergat, a més d'esdeveniments esportius, tota mena de concerts entre els quals cal destacar:
- Bruce Springsteen.
- The Rolling Stones.
- Dire Straits.
- Paul McCartney.
- Sting.
- Bon Jovi.
- Tina Turner.
- Alejandro Sanz.
- Miguel Ríos.
- Joan Manuel Serrat.